# Ромовська Зорислава Василівна
Ромовська Зорислава Василівна — провідний український науковець, політик. Доктор юридичних наук, професор. Заслужений юрист України. Професор кафедри цивільного права і процесу Львівського національного університету ім. І. Франка.

## Біографія
Народилася 18 вересня 1940 р. у м. Косові Івано-Франківської області. У 1957 р. закінчила Косівську середню школу. У 1962 р. закінчила юридичний факультет Львівського державного університету імені Івана Франка.
З 1966 по 1968 рр. навчалася в аспірантурі на кафедрі цивільного права Київського державного університету імені Тараса Шевченка.
У жовтні 1968 р. захистила кандидатську дисертацію на тему «Особисті немайнові права громадян СРСР».
Із 1982 по 1984 рр. навчалася в докторантурі.
У 1986 р. у Харківському юридичному інституті захистила докторську дисертацію на тему «Проблеми захисту в радянському сімейному праві».
1963—1998 рр. — старший викладач, доцент, професор кафедри цивільного права та процесу Львівського державного університету імені І. Франка.
1998—2002 рр. — народний депутат України.
2002—2015 рр. — професор кафедри цивільного права та процесу Львівського державного університету імені І. Франка.
Із 2015 р. — професор кафедри інтелектуальної власності, інформаційного та корпоративного права.
Зорислава Ромовська про себе:
Далекого 1956 року я не подолала бар'єра Івано-Франківського медичного інституту. З протекції вчителя біології, який був народним засідателем, мене прийняли на посаду секретаря судового засідання Косівського районного суду. Наступного року стала студенткою юрфаку Львівського університету. Викладачами тоді працювало троє колишніх адвокатів, які захистили дисертації уже в радянські часи. Вони, виховані в іншій атмосфері, вирізнялися, зокрема, своїми манерами і шармом. Це було особливе галицьке панство, яке мені дуже імпонувало. Згодом, коли я вже працювала доцентом, мене попросили бути адвокатом потерпілої сторони: в центрі Львова на пішохідному переході автомобілем було збито студентку університету. Це був мій перший судовий процес….
Потім я ще двічі була адвокатом у кримінальному судовому процесі. Без гонорару, просто задля принципу. І зробила висновок, що цивілісту брати участь у кримінальній справі не страшно, але це вимагало багато часу.
Чимало консультувала людей, які потрапляли у складні життєві ситуації. Не всім могла реально допомогти, зокрема, через брак відповідних положень в законі. Згодом весь той масив інформації відчутно став мені в пригоді під час підготовки проєктів Цивільного та Сімейного кодексів. Саме завдяки їм маємо істотні зміни у регулюванні права власності, окремих видів договорів, у спадковому праві; дозволено усиновлення повнолітнього, визнано право сумісної власності осіб, які перебувають у цивільному шлюбі, зменшено обсяг таємниці усиновлення та чимало інших новел. За твердість у боротьбі за ці кодекси мені довелося витримати чимало різноманітних звинувачень і навіть десятирічний науковий бойкот. Але час виявився на моєму боці. Сімейний кодекс України хвалять науковці з інших країн. А колись на конференції в Любліні професор з Лодзя зазначив у своїй доповіді, що Україна творить європейське сімейне право».

## Основні праці
- Ромовська З. Права та обов'язки батьків та дітей. — Львів, 1975.
- Ромовська З. Аліментні зобов'язання. — Львів, 1975
- Ромовська З. Защита в советском семейном праве. — Львов, 1985.
- Ромовська З. Сімейний Кодекс України. Науково-практичний коментар.- Київ, 2002.
- Ромовська З. Українське цивільне право. Правова єдність. — Київ, 2009.
- Ромовська З. Українське сімейне право.- Київ, 2009.
- Ромовська З. Українське цивільне право. Право власності. — Київ, 2010.
- Ромовська З. Цивільний процесуальний кодекс. — Київ, 2014.
- Ромовська З. Інтелектуальне право України. — Тернопіль, 2016.

## Досягнення
1. Співавтор проєкту Закону України «Про власність».
2. Автор проєкту Земельного Кодексу України (1992 р.).
3. Автор проєкту Закону України «Про регламент Верховної Ради України».
4. Автор Сімейного Кодексу України.
5. Член колективу авторів Цивільного Кодексу України. Автор двох книг проєкту: «Особисті немайнові права фізичної особи», «Спадкове право» та 7 глав у інших Книгах.
6. Член Тимчасової спеціальної комісії Верховної Ради України з доопрацювання проєкту Цивільного Кодексу України. За її дорученням здійснила наукове редагування та доопрацювання більшості статей проєкту.
7. Брала участь в опрацюванні проєкту Кримінального Кодексу України та проєктів інших законів.
8. Автор світоглядного дискурсу «Право на життя».
9. Одна із засновників Львівської регіональної організації «Меморіал».

## Навчальні дисципліни
- С/к Проблеми застосування ЦК та ГК України щодо інтелектуальної власності.
- С/к Проблеми застосування ЦК та ГК України корпоративних прав.
- С/к Проблеми застосування ЦК та ГК України.

## Звання
- Заслужений професор Львівського університету (2016)[2].
- Заслужений юрист України.